# 영천동 (서귀포시)
영천동(靈泉洞)은 서귀포시의 행정동이다. 법정동 토평동 일부, 상효동을 관할한다. 면적은 46.331km2이며, 인구는 2011년 3월 31일을 기준으로 2,056세대, 5,040명이다. 법정동 토평동 일부는 행정동 송산동에서 관할한다.

## 개요
영천동은 1981년 4월 13일 법률 제3425호에 의해 서귀읍 일원과 중문면을 통합하여 서귀포시를 설치(1981년 7월 1일)할 때 이루어진 12개 동 중 하나로, 송산동 구역으로 편입된 구역을 제외한 토평동 지역(옛 토평리)과 상효동(옛 상효리)를 통합한 동이다. 서귀포시의 유일한 내륙부 행정구역이기도 하면서 내륙부에 속한 동 중의 하나이다.

## 법정동
- 상효동(上孝洞)
- 토평동(吐坪洞) (일부)

## 관광
- 돈내코